# Juan Manuel Pérez de Guzmán, VIII duca di Medina Sidonia
Juan Manuel Pérez de Guzmán y Silva (7 gennaio 1579 – 20 marzo 1636) è stato un nobile e generale spagnolo.

## Biografia
Era il figlio di Alonso Pérez de Guzmán y Sotomayor, comandante in capo della Invincibile Armata e di Ana de Silva y Mendoza, figlia di Ana de Mendoza, Principessa di Eboli.
 
Sposò nel 1598, all'età di 19 anni, Juana de Sandoval, figlia del Duca di Lerma, un favorito di Filippo III di Spagna. Fu promosso a Cavaliere dell'Ordine del Toson d'oro nel 1615, all'età di 36 anni e 34 anni dopo suo padre. Nello stesso anno divento VIII Duca di Medina Sidonia.
Nel 1625 comandò, da Jerez de la Frontera, le operazioni militari per neutralizzare l'attacco su Cadice sferrato da una flotta olandese-inglese, comandata da Sir Edward Cecil.
Sua figlia maggiore Luisa de Guzman (1613–1666), diventò Regina consorte di Portogallo quando suo marito Giovanni II, VIII Duca di Braganza diventò Giovanni IV, il primo Re del Portogallo del casato di Braganza nel 1640. Al fine di incoraggiare il marito, quando la nobiltà portoghese gli offrì la corona di Portogallo, Luisa è nota per la sua frase: "meglio regina per un giorno, che duchessa per tutta la vita".
Sua nipote Caterina di Braganza, sposò Re Carlo II d'Inghilterra.